# Miyuki Hashimoto
Miyuki Hashimoto (橋本みゆき Hashimoto Miyuki?), es una cantante y compositora japonesa. Nació el 14 de mayo de 1980 en la Prefectura de Saitama, Japón. Actualmente está firmada con Lantis y pertenece a HIGHWAY STAR, Inc.

## Carrera artística
Su padre tiene como pasatiempo tocar la guitarra y su madre se dedicaba a cantar además de realizar las tareas del hogar. Miyuki desde su infancia creció en un ambiente rodeado de música. Pasó todos los días como estudiante siguiendo su gusto por la música, estando activa en bandas.
Ella formó una banda con una chica guitarrista durante la universidad, y continuó actuando regularmente en vivo, pero la banda terminó por romper debido a los cambios en la musicalidad. Cuando comenzó su carrera en solitario, su voz y su estilo de canto único atrajo la atención, y fue seleccionada para cantar las canciones para un gran número de juegos y anime.
El 26 de septiembre de 2003 debutó como cantante con el tema "LINK", tema de cierre del juego para PC "Shiritsu Akihabara Gakuen (私立アキハバラ学園?   Escuela privada Akihabara)". El 25 de agosto de 2004 fue lanzado su primer sencillo "Koko ni iru kara (ここにいるから…?)", tema de cierre del anime "GIRLS Bravo first season".
Desde entonces, ha estado activa y muchas de sus canciones han sido utilizadas como temas de apertura, temas de cierre, y canciones insertadas en juegos para PC y anime. A veces también escribe sus propias letras y compone la música de las mismas.
Navel y Purple software han usado sus canciones en casi todos sus trabajos. PALETTE, feng, HOOKSOFT y Ricotta también han usado sus canciones en muchos de sus trabajos.
Pertenece a SOLID VOX desde el 1 de julio de 2010.

### Persona
Su tercer álbum "Brilliant Moment" fue presentado por el personaje "Sekai no nabeatsu (世界のナベアツ?)".
Cuenta con la mayor cantidad de apariciones como invitada en el programa de radio por internet "Nevra (ねぶら?)", que estuvo a cargo de Gotō Yūko (後藤邑子?)  y Ogihara Hideki (荻原秀樹?) . También es llamada "Miyukicchi (みゆきっち?)" por ellos.
Le gusta los colores naranja y amarillo, aunque ella se identifica con el color azul.
Hay una cantante con el mismo apellido y el mismo nombre que estuvo activa principalmente en la década de 1980, pero es una persona diferente.

## Discografía

### Sencillos
| #    | Fecha de lanzamiento    | Título                                                            | Etiqueta   | Mejor posición (Oricon) |
| ---- | ----------------------- | ----------------------------------------------------------------- | ---------- | ----------------------- |
| 1er  | 25 de agosto de 2004    | Koko ni iru kara (ここにいるから…?)                               | LACM-4143  | 139                     |
| ※    | 6 de octubre de 2004    | Hikarikaze (光風?)                                                | LACM-4147  | 131                     |
| 2do  | 2 de marzo de 2005      | and then,                                                         | LACM-4180  | 173                     |
| 3er  | 24 de agosto de 2005    | innocence                                                         | LACM-4213  | 69                      |
| 4to  | 7 de septiembre de 2005 | Be Ambitious, Guys!                                               | LACM-4215  | 79                      |
| 5to  | 2 de noviembre de 2005  | Faze to love                                                      | LACM-4226  | 45                      |
| 6to  | 26 de abril de 2006     | screaming                                                         | LHCM-1020  | 35                      |
| 7mo  | 5 de julio de 2006      | Cosmic Rhapsody                                                   | LHCM-1024  | 93                      |
| 8vo  | 25 de octubre de 2006   | Niji iro sentimental (虹色センチメンタル niji iro senchimentaru?) | LACM-4302  | 59                      |
| ※    | 24 de enero de 2007     | Happy Dream (YURIA) / Ageless Love (Miyuki Hashimoto)             | LACM-4346  | 53                      |
| 9no  | 25 de abril de 2007     | Binetsu S.O.S (微熱S.O.S?)                                        | LACM-4363  | 40                      |
| 10mo | 5 de septiembre de 2007 | Star☆drops                                                        | LACM-4403  | 112                     |
| 11er | 23 de enero de 2008     | Hizamazuku made 5byō dake! (跪くまで5秒だけ!?)                    | LACM-4453  | 69                      |
| 12do | 23 de julio de 2008     | Sky Sanctuary                                                     | LACM-4521  | 83                      |
| 13er | 22 de octubre de 2008   | Hatsukoi parachute (初恋パラシュート hatsukoi parashūto?)         | LACM-4532  | 42                      |
| 14to | 22 de abril de 2009     | Glossy:MMM                                                        | LASM-4003  | 21                      |
| 15to | 22 de julio de 2009     | Princess Primp!                                                   | LACM-4629  | 41                      |
| 16to | 24 de marzo de 2010     | Se・kirara (セ・キララ?)                                          | LACM-4703  | 131                     |
| 17mo | 7 de abril de 2010      | prism celebration                                                 | LACM-4702  | 100                     |
| 18vo | 11 de agosto de 2010    | Mirai Kaikisen (未来回帰線?)                                      | LACM-4735  | 54                      |
| 19no | 27 de octubre de 2010   | Mugen Mirai (∞未来?)                                              | LACM-4759  | 101                     |
| 20mo | 11 de mayo de 2011      | NEVERLAND                                                         | LACM-4806  | 65                      |
| 21er | 24 de abril de 2013     | AI DO.                                                            | LACM-14086 | 77                      |
| 22do | 23 de octubre de 2013   | UN-DELAYED                                                        | LACM-14143 | 48                      |
| 23er | 22 de enero de 2014     | New SPARKS!                                                       | LACM-14174 | 34                      |
| 24to | 23 de enero de 2019     | HEAT:Moment                                                       | LACM-14834 | 102                     |

### Álbumes

#### Best Álbum
| #    | Fecha de lanzamiento     | Título                                               | Etiqueta     | Mejor posición (Oricon) |
| ---- | ------------------------ | ---------------------------------------------------- | ------------ | ----------------------- |
| 1er  | 28 de junio de 2006      | Lovey-dovey                                          | LACA-5531    | 56                      |
| 2do  | 27 de junio de 2007      | Prismatic colors                                     | LACA-5655    | 85                      |
| 3er  | 6 de agosto de 2008      | Brilliant Moment                                     | LACA-5800    | 48                      |
| 4to  | 25 de septiembre de 2009 | Double Flower                                        | LACA-5960    | 61                      |
| 5to  | 24 de noviembre de 2010  | espressivo                                           | LACA-15050   | 74                      |
| 6to  | 12 de junio de 2013      | ten years carat                                      | LACA-9289/90 | 28                      |
| mini | 4 de junio de 2014       | Hashimoto Miyuki「咲-Saki-」Best Album ～Anthology～ | LACA-15404   | 65                      |
| 7mo  | 31 de julio de 2019      | YOUnison 15→                                         | LACA-9686/87 | 77                      |

#### Álbum de descarga limitada
| Fecha de lanzamiento    | Título              | Comentarios                                            |
| ----------------------- | ------------------- | ------------------------------------------------------ |
| 19 de diciembre de 2007 | Secret masterpieces | Este álbum estuvo disponible desde iTunes Store Japan. |

### Trabajos

#### 2003
| Lanzamiento      | Nombre del producto                               | Cantante         | Canción                          | Comentarios |
| ---------------- | ------------------------------------------------- | ---------------- | -------------------------------- | --- |
| 26 de septiembre | Shiritsu Akihabara Gakuen Original Soundtrack     | Miyuki Hashimoto | 「LINK」                         | Tema de cierre del juego para PC "Shiritsu Akihabara Gakuen"                                                                     |
| 22 de octubre    | Orange Pocket Original Soundtrack SOUND POCKET    | Miyuki Hashimoto | 「OrangePocket (acoustic ver.)」 | |
| 3 de diciembre   | Kissing!! under the mistletoe ORIGINAL SOUNDTRACK | Miyuki Hashimoto | 「1224」                         | Tema de cierre del juego para PC "Kissing!! under the mistletoe"                                                                 |
| 26 de diciembre  | White Princess Original Soundtrack                | Miyuki Hashimoto | 「AM1:00」                       | Tema de cierre del juego para PC "White Princess ～Itto ni itte mo uwaki shite mo OK nago tsugō shugi gakuen ren'ai advance!!～" |

#### 2004
| Lanzamiento     | Nombre del producto                             | Cantante         | Canción                                               | Comentarios                                                              |
| --------------- | ----------------------------------------------- | ---------------- | ----------------------------------------------------- | ------------------------------------------------------------------------ |
| 25 de enero     | SHUFFLE! ORIGINAL SOUNDTRACK                    | Miyuki Hashimoto | 「In the Sky」                                        | Canción insertada en el juego para PC "SHUFFLE!"                         |
| 21 de abril     | Ai Cute! Kimi ni Koishiteru Original Soundtrack | Miyuki Hashimoto | 「Touch My Heart」                                    | Tema de apertura del juego para PC "Ai Cute! Kimi ni Koishiteru"         |
| 21 de abril     | Ai Cute! Kimi ni Koishiteru Original Soundtrack | Miyuki Hashimoto | 「Anata ni todoke」                                   | Tema de cierre del juego para PC "Ai Cute! Kimi ni Koishiteru"           |
| 22 de julio     | Like Life Original Soundtrack                   | Miyuki Hashimoto | 「Girls Life」                                        | Tema de apertura del juego para PC "Like Life"                           |
| 22 de julio     | Like Life Original Soundtrack                   | Miyuki Hashimoto | 「Sora to Ame to Niji to」                            | Canción insertada en el juego para PC "Like Life"                        |
| 4 de agosto     | Majipuri -Wonder Cradle- ORIGINAL SOUNDTRACK    | Miyuki Hashimoto | 「Confession」                                        | Tema de apertura del juego para PC "Majipuri -Wonder Cradle-"            |
| 4 de agosto     | Majipuri -Wonder Cradle- ORIGINAL SOUNDTRACK    | Miyuki Hashimoto | 「Akizora no Mukō」                                   | Tema de cierre del juego para PC "Majipuri -Wonder Cradle-"              |
| 26 de noviembre | Final Approach VOCAL ALBUM Love, Fate, Love     | Miyuki Hashimoto | 「Love, Fate, Love」 (escrita y compuesta por Miyuki) | Tema de cierre del anime "Final Approach"                                |
| 22 de diciembre | Suigetsu ～Mayoigokoro〜 Original Soundtrack    | Miyuki Hashimoto | 「My Story」 (escrita por Miyuki)                     | Tema de cierre del juego para PS2 / Dreamcast "Suigetsu ～Mayoigokoro～" |

#### 2005
| Lanzamiento     | Nombre del producto                                        | Cantante         | Canción                                                     | Comentarios |
| --------------- | ---------------------------------------------------------- | ---------------- | ----------------------------------------------------------- | --- |
| 13 de enero     | crystal2 ～Circus Vocal Collection～ Vol.2                 | Miyuki Hashimoto | 「Cheer Up!」                                               | Tema de apertura del juego para PC "-Homemaid-"                                                                          |
| 13 de enero     | crystal2 ～Circus Vocal Collection～ Vol.2                 | Miyuki Hashimoto | 「Ai wa shizuka naru Yume ni furu」                         | Tema de cierre del juego para PC "-Homemaid-"                                                                            |
| 13 de enero     | crystal2 ～Circus Vocal Collection～ Vol.2                 | Miyuki Hashimoto | 「SKY」                                                     | Canción insertada en el juego para PC "Aries Pure Dream / Aries Love Dream"                                              |
| 13 de enero     | crystal2 ～Circus Vocal Collection～ Vol.2                 | Miyuki Hashimoto | 「Tsuioku, soshite Yokan」 (escrita y compuesta por Miyuki) | Canción insertada en el juego para PC "-Homemaid-"                                                                       |
| 13 de enero     | crystal2 ～Circus Vocal Collection～ Vol.2                 | Miyuki Hashimoto | 「Fragment ～Luminous ver～」                               | Tema de apertura del juego para PC "Suika A.S+"                                                                          |
| 26 de enero     | Kimiiro 100%                                               | Miyuki Hashimoto | 「Peppermint」                                              | Tema de cierre usado en el OVA "Ichigo 100% Koi ga hajimaru!? Satsuei gasshuku ～Yureru Kokoro ga Higashi he Nishi he～" |
| 24 de marzo     | -Homemaid- Original Soundtrack                             | Miyuki Hashimoto | 「Cheer Up! ～clear sound ver.～」                          | |
| 24 de marzo     | GIRLS Bravo second season Image Vocal Album GO! GO! GIRLS! | Miyuki Hashimoto | 「Daijōbu・daijōbu」                                        | Canción insertada en el anime "GIRLS Bravo second season"                                                                |
| 24 de marzo     | GIRLS Bravo second season Image Vocal Album GO! GO! GIRLS! | Miyuki Hashimoto | 「Koko ni iru kara... ～remix ver.～」                      | |
| 27 de abril     | Aki-iro Renka ORIGINAL SOUNDTRACK                          | Miyuki Hashimoto | 「Aki-iro」                                                 | Tema de apertura del juego para PC "Aki-iro Renka"                                                                       |
| 27 de abril     | Aki-iro Renka ORIGINAL SOUNDTRACK                          | Miyuki Hashimoto | 「wintry breeze」                                           | Tema de cierre del juego para PC "Aki-iro Renka"                                                                         |
| 27 de abril     | Aki-iro Renka ORIGINAL SOUNDTRACK                          | Miyuki Hashimoto | 「Aki-iro -hard style arrange-」                            | |
| 28 de abril     | School Days VOCAL ALBUM                                    | Miyuki Hashimoto | 「hello, my happiness」                                     | Tema de cierre del juego para PC "School Days"                                                                           |
| 7 de septiembre | Aki-iro Renka Drama CD ～Aoi no quiz de GO GO!～           | Miyuki Hashimoto | 「INFINITY」 (escrita por Miyuki)                           | Canción insertada en el juego para PC "Aki-iro Renka"                                                                    |
| 23 de noviembre | _summer Original Soundtrack                                | Miyuki Hashimoto | 「Koi no uta」                                              | Tema de apertura del juego para PC "_summer"                                                                             |
| 23 de noviembre | _summer Original Soundtrack                                | Miyuki Hashimoto | 「Koi no uta Remix」                                        | |

#### 2006
| Lanzamiento     | Nombre del producto                                                           | Cantante                                    | Canción                                      | Comentarios                                                                                             |
| --------------- | ----------------------------------------------------------------------------- | ------------------------------------------- | -------------------------------------------- | --- |
| 4 de mayo       | L Soundtrack                                                                  | Miyuki Hashimoto                            | 「L」                                        | Tema de apertura del juego para PC "L"                                                                  |
| 4 de mayo       | L Soundtrack                                                                  | Miyuki Hashimoto                            | 「Destiny」                                  | Tema de cierre del juego para PC "L"                                                                    |
| 4 de mayo       | Murasaki-ban Vocal Selection                                                  | Miyuki Hashimoto                            | 「Growth」                                   | Tema de apertura del juego para PC "Aki-iro Ōka"                                                        |
| 7 de junio      | Kōkidō gensō Gunparade Orchestra Themes Collection                            | Miyuki Hashimoto                            | 「Taiyō ni Te wo nobase」                    | Tema de apertura del juego para PS2 "Gunparade Orchestra Midori no shō ～Ōkami to Kare to Shōnen～"     |
| 26 de julio     | D.C.II ～Da・Capo II～ Vocal Album Songs From D.C.II                          | Miyuki Hashimoto                            | 「Especially」                               | |
| 11 de agosto    | Miharu -aru to another story- Tokuten ending「Eien ni saku Hana」Maxisencillo | Miyuki Hashimoto                            | 「Eien ni saku Hana」                        | Tema de cierre del juego para PC "Miharu -aru to another story-"                                        |
| 6 de septiembre | Aozora no mieru Oka Original Soundtrack                                       | Miyuki Hashimoto                            | 「Aozora no mieru Oka de」                   | Tema de apertura del juego para PC "Aozora no mieru Oka"                                                |
| 6 de septiembre | Aozora no mieru Oka Original Soundtrack                                       | Miyuki Hashimoto                            | 「Sakamichi」                                | Tema de cierre del juego para PC "Aozora no mieru Oka"                                                  |
| 25 de octubre   | "Muv-Luv"collection of Standard Edition songs divergence                      | Miyuki Hashimoto                            | 「Astraea」 (escrita y compuesta por Miyuki) | Tema de cierre del juego para PC "Muv-Luv -version para toda las edades- EXTRA-hen" ruta de Ayamine Kei |
| 21 de diciembre | crystal3 ～Circus Vocal Collection～ Vol.3                                    | yozuca*, rino, Miyuki Hashimoto, Aki Misato | 「Santa Claus ni yoyakushite!」              | |

#### 2007
| Lanzamiento     | Nombre del producto                                                                | Cantante         | Canción                                                                | Comentarios                                                                                |
| --------------- | ---------------------------------------------------------------------------------- | ---------------- | ---------------------------------------------------------------------- | ------------------------------------------------------------------------------------------ |
| 27 de abril     | Hito Yume ORIGINAL SOUNDTRACK                                                      | Miyuki Hashimoto | 「message to us」                                                      | Tema de apertura del juego para PC "Hito Yume"                                             |
| 27 de abril     | Hito Yume ORIGINAL SOUNDTRACK                                                      | Miyuki Hashimoto | 「Revolution」                                                         | Canción insertada en el juego para PC "Hito Yume"                                          |
| 27 de abril     | Hito Yume ORIGINAL SOUNDTRACK                                                      | Miyuki Hashimoto | 「Kioku (キヲク kiwoku?)」                                             | Tema de cierre del juego para PC "Hito Yume"                                               |
| 23 de mayo      | D.C.II Spring Celebration Vocal Miniálbum ～Songs from D.C.II Spring Celebration～ | Miyuki Hashimoto | 「Kimi no tonari」                                                     |                                                                                            |
| 23 de mayo      | SHUFFLE! MEMORIES ORIGINAL SOUNDTRACK                                              | Miyuki Hashimoto | 「natural tone」                                                       | Tema principal de cierre del anime "SHUFFLE! MEMORIES"                                     |
| 22 de agosto    | School Days Ending Theme+                                                          | Miyuki Hashimoto | 「Fragmentos de amor (愛のカケラ Ai no kakera?)」 (escrita por Miyuki) | Tema de cierre del episodio 2 del anime "School Days"                                      |
| 31 de agosto    | Akane-iro ni Somaru Saka Original Soundtrack Gradation!                            | Miyuki Hashimoto | 「Setsuna-sa no gradation」                                            | Tema de apertura del juego para PC "Akane-iro ni Somaru Saka"                              |
| 26 de diciembre | Happy Princess Original Soundtrack                                                 | Miyuki Hashimoto | 「True fairy tale from happy princess」 (escrita por Miyuki)           | Tema principal de apertura del juego para PC "Happy Princess"                              |
| 26 de diciembre | Happy Princess Original Soundtrack                                                 | Miyuki Hashimoto | 「two of us」 (escrita y compuesta por Miyuki)                         | Tema principal de cierre del juego para PC "Happy Princess"                                |
| 26 de diciembre | MagusTale Original Soundtrack YGGDRASILL                                           | Miyuki Hashimoto | 「to the sky」 (escrita por Miyuki)                                    | Tema principal de apertura del juego para PC "MagusTale ～Sekaiju to koisuru Mahōtsukai～" |

#### 2008
| Lanzamiento     | Nombre del producto                                                                | Cantante         | Canción                                                                 | Comentarios                                                         |
| --------------- | ---------------------------------------------------------------------------------- | ---------------- | ----------------------------------------------------------------------- | ------------------------------------------------------------------- |
| 3 de mayo       | Ashita no Kimi to au tame ni ORIGINAL SOUNDTRACK                                   | Miyuki Hashimoto | 「TIME」 (compuesta por Miyuki)                                         | Tema de apertura del juego para PC "Ashita no Kimi to au tame ni"   |
| 3 de mayo       | Ashita no Kimi to au tame ni ORIGINAL SOUNDTRACK                                   | Miyuki Hashimoto | 「only…」 (compuesta por Miyuki)                                        | Tema de cierre del juego para PC "Ashita no Kimi to au tame ni"     |
| 3 de mayo       | Ashita no Kimi to au tame ni ORIGINAL SOUNDTRACK                                   | Miyuki Hashimoto | 「TIME -acoustic-」                                                     |                                                                     |
| 4 de junio      | D.C.II P.S. ～Da・Capo II～ Play Station Vocal Album                               | Miyuki Hashimoto | 「Tomorrow's Way ～Atsui namida～」                                     |                                                                     |
| 27 de junio     | Yumemi Hakusho shokai tokuten single 「Mugen no Hane」                             | Miyuki Hashimoto | 「Mugen no Hane」                                                       | Tema de apertura del juego para PC "Yumemi Hakusho"                 |
| 27 de junio     | Princess Lover! ORIGINAL MAXI SINGLE                                               | Miyuki Hashimoto | 「Princess Lover!」 (escrita por Miyuki)                                | Tema de apertura del juego para PC "Princess Lover!"                |
| 27 de junio     | Princess Lover! ORIGINAL MAXI SINGLE                                               | Miyuki Hashimoto | 「Todoke, kono Omoi」 (escrita por Miyuki)                              | Tema de cierre del juego para PC "Princess Lover!"                  |
| 15 de agosto    | Whirlpool Vocal Songs Collection Vol.1 brilliant                                   | Miyuki Hashimoto | 「glitter」 (escrita por Miyuki)                                        | Tema principal de apertura del juego para PC "MagusTale Infinity"   |
| 15 de agosto    | Whirlpool Vocal Songs Collection Vol.1 brilliant                                   | Miyuki Hashimoto | 「to the sky (Brick Wall Remix)」                                       |                                                                     |
| 17 de agosto    | FairlyLife Drama CD Manatsu no Neverland Daikonsen! ～Otona ni nante naritakunai～ | Miyuki Hashimoto | 「FairlyLife」                                                          | Tema principal de apertura del juego para PC "FairlyLife"           |
| 29 de agosto    | Sakuranbo Strasse OP/ED Collection "Sakuranbo CD"                                  | Miyuki Hashimoto | 「glorious days」 (escrita por Miyuki)                                  | Tema principal de apertura del juego para PC "Sakuranbo Strasse"    |
| 25 de diciembre | @Lantis NonStop Dance Remix Vol.3                                                  | Miyuki Hashimoto | 「Hatsukoi parachute (NON STOP DANCE REMIX)」                           |                                                                     |
| 28 de diciembre | Haruiro Ōse ORIGINAL SOUNDTRACK                                                    | Miyuki Hashimoto | 「Koizakura」 (escrita por Tai Ishikawa y Miyuki, compuesta por Miyuki) | Tema de apertura del juego para PC "Haruiro Ōse"                    |
| 28 de diciembre | Haruiro Ōse ORIGINAL SOUNDTRACK                                                    | Miyuki Hashimoto | 「Dazzle Pink」 (compuesta por Masaki Suzuki y Miyuki）                 | Tema de cierre del juego para PC "Haruiro Ōse"                      |
| 28 de diciembre | Murasaki-ban Vocal Selection II                                                    | Miyuki Hashimoto | 「～Eternal Sky～」                                                     | Tema de apertura del juego para PC "PRIMITIVE LINK"                 |
| 28 de diciembre | Murasaki-ban Vocal Selection II                                                    | Miyuki Hashimoto | 「～Love Song～」                                                       | Tema de cierre del juego para PC "PRIMITIVE LINK"                   |
| 28 de diciembre | Murasaki-ban Vocal Selection II                                                    | Miyuki Hashimoto | 「ever」 (escrita y compuesta por Miyuki)                               | Tema de apertura del juego para PC "Ashita no Nanami to au tame ni" |

#### 2009
| Lanzamiento      | Nombre del producto                                                 | Cantante         | Canción                                                                           | Comentarios |
| ---------------- | ------------------------------------------------------------------- | ---------------- | --------------------------------------------------------------------------------- | --- |
| 29 de abril      | Hoshizora Memoria Sound Collection                                  | Miyuki Hashimoto | 「Eternal recurrence」                                                            | Tema principal de apertura del juego para PC "Hoshizora Memoria -Wish upon a shooting star-"                            |
| 14 de agosto     | PALETTE 2006-2009 Banda sonora PA-RE-O-TO!2                         | Miyuki Hashimoto | 「Kono Kimochi wo Kaze ni nosete」                                                | Tema de apertura del juego para PC "MP Maid promotion master"                                                           |
| 14 de agosto     | PALETTE 2006-2009 Banda sonora PA-RE-O-TO!2                         | Miyuki Hashimoto | 「I will pray」                                                                   | Tema de cierre del juego para PC "MP Maid promotion master"                                                             |
| 14 de agosto     | PALETTE 2006-2009 Banda sonora PA-RE-O-TO!2                         | Miyuki Hashimoto | 「Himitsu reshipi」 (escrita por Miyuki)                                          | Tema de apertura del juego para PC "Sakura Strasse"                                                                     |
| 14 de agosto     | PALETTE 2006-2009 Banda sonora PA-RE-O-TO!2                         | Miyuki Hashimoto | 「Rat-a-tat」 (escrita por Miyuki)                                                | Canción insertada en el juego para PC "Sakura Strasse"                                                                  |
| 16 de septiembre | Natsuiro Penguin Original Song Single                               | Miyuki Hashimoto | 「Ishin denshin ～Itsuka kitto, dakara kitto～」 (escrita y compuesta por Miyuki) | Tema de apertura del juego para PC "Natsuiro Penguin"                                                                   |
| 25 de septiembre | Princess Diva!                                                      | Miyuki Hashimoto | 「Princess Primp! -Luxury Lover's Mix-」 「Princess Lover! -Brilliant reMix-」    | Canciones relacionadas con el anime "Princess Lover!"                                                                   |
| 27 de noviembre  | SUPER SHOT Bishōjo Game Remix Collection                            | Miyuki Hashimoto | 「Himitsu reshipi (Disconation J-Euro Remix)」                                    | |
| 9 de diciembre   | Gundam Tribute from Lantis                                          | Miyuki Hashimoto | 「Mizu no hoshi he Ai wo komete」                                                 | |
| 9 de diciembre   | Ore-tachi ni Tsubasa wa nai Drama CD Second season Image song album | Miyuki Hashimoto | 「Silhouette」                                                                    | Tema principal de apertura del Drama CD "Ore-tachi ni Tsubasa wa nai Second season Vol.4 Yume game・Bara-iro kurosuōbā" |
| 18 de diciembre  | ALICE SOUND COLLECTION 08                                           | Miyuki Hashimoto | 「The Engaged Fortune」                                                           | Tema principal de cierre del juego para PC "Pastel Chime Continue"                                                      |
| 27 de diciembre  | Mashiro-iro Symphony -Love is pure white- Banda sonora              | Miyuki Hashimoto | 「Symphonic・Love」                                                               | Tema principal de apertura del juego para PC "Mashiro-iro Symphony"                                                     |

#### 2010
| Lanzamiento     | Nombre del producto                                               | Cantante                                    | Canción                                                                                 | Comentarios                                                                                      |
| --------------- | ----------------------------------------------------------------- | ------------------------------------------- | --------------------------------------------------------------------------------------- | ------------------------------------------------------------------------------------------------ |
| 27 de enero     | D.C.II Fall in Love ～Da・Capo II～ Fall in Love Vocal Mini Album | Miyuki Hashimoto                            | 「Koi no roller coaster」                                                               |                                                                                                  |
| 25 de junio     | SUPER SHOT2 Bishōjo Game Remix Collection                         | Miyuki Hashimoto                            | 「Eternal recurrence (Hyper Techno Mix)」 「Symphonic・Love (Melodies Overflowed Mix)」 |                                                                                                  |
| 12 de agosto    | Neko☆Koi! Original Soundtracks Neko☆Mimi Orchestra                | Miyuki Hashimoto                            | 「Shiawase no Hōteishiki」                                                              | Tema principal de cierre del juego para PC "Neko Koi! ～Neko Kami-sama to Neko-mimi no tatari～" |
| 11 de noviembre | CIRCUS 10th Collect                                               | Miyuki Hashimoto                            | 「Fortune's wheel」 (escrita por Miyuki)                                                | Canción insertada en el juego para PC "Homemade sweets"                                          |
| 11 de noviembre | CIRCUS 10th Collect                                               | yozuca*, rino, Miyuki Hashimoto, Aki Misato | 「Hey! Hey! Summer!」                                                                   | Tema principal de apertura del juego para PC "～C.D.C.D.2～"                                     |
| 11 de noviembre | CIRCUS 10th Collect                                               | Miyuki Hashimoto, Risa Yukino, rino         | 「Jutēmu & Gaddēmu」                                                                    | Tema principal de cierre del juego para PC "～Gaddēmu & Jutēmu～"                                |
| 24 de diciembre | Mashiro-iro Symphony Original Drama Series Sound Portrait         | Miyuki Hashimoto                            | 「Kimi to iru kono Kisetsu ni...」 (escrita por Miyuki)                                 | Canción de imagen del juego para PC "Mashiro-iro Symphony"                                       |
| 29 de diciembre | SHUFFLE! Essence+ Original Soundtrack                             | Miyuki Hashimoto                            | 「Selection.」                                                                          | Tema principal de cierre del juego para PC "～SHUFFLE! Essence+～"                               |

#### 2011
| Lanzamiento      | Nombre del producto                                                                            | Cantante                                                                | Canción                                                           | Comentarios                                                                                           |
| ---------------- | ---------------------------------------------------------------------------------------------- | ----------------------------------------------------------------------- | ----------------------------------------------------------------- | --- |
| 26 de enero      | Drama CD Sengoku!? ～Yūkyū Ransei Rengetan～ Dokidoki!? ～Tenka wake Me no Hanayome shugyō!!～ | Miyuki Hashimoto                                                        | 「Hagakure ☆ Crazy Love」                                         | Canción de imagen del Drama CD "Sengoku!? ～Yūkyū Ransei Rengetan～"                                  |
| 9 de marzo       | Grisaia no Kajitsu Ending Theme Songs & Original Soundtrack                                    | Miyuki Hashimoto                                                        | 「HOME」                                                          | Tema de cierre del juego para PC "Grisaia no Kajitsu" ruta de Suou Amane                              |
| 6 de mayo        | ORANGE CANDY BOX Angel Note Best Collection 8                                                  | Miyuki Hashimoto                                                        | 「Watashi no daiji-na mono」                                      | Tema principal de apertura del juego para PC "Hatsukoi Time Capsule ～Osananajimi to kyakkya ufufu～" |
| 29 de julio      | TRIBAL LINK-L                                                                                  | Miyuki Hashimoto                                                        | 「birthday eve」                                                  | |
| 29 de julio      | TRIBAL LINK-R                                                                                  | Miyuki Hashimoto                                                        | 「Philosophy」                                                    | |
| 21 de septiembre | Super☆Afection                                                                                 | Minami Kuribayashi, Miyuki Hashimoto, Faylan, Aki Misato, yozuca*, rino | Super☆Afection                                                    | Tema de apertura del OVA "Carnival Phantasm"                                                          |
| 21 de septiembre | Super☆Afection                                                                                 | Minami Kuribayashi、Miyuki Hashimoto, Faylan, Aki Misato, yozuca*, rino | 「Fly high ～Tsubasa no Kioku～」                                 | |
| 28 de octubre    | PURPLE SOFTWARE SOUND CHRONICLE                                                                | Miyuki Hashimoto                                                        | 「White Crystal」 (compuesta por Miyuki)                          | Tema de apertura del juego para PC "Memoria"                                                          |
| 28 de octubre    | PURPLE SOFTWARE SOUND CHRONICLE                                                                | Miyuki Hashimoto                                                        | 「Memoria」 (compuesta por Miyuki)                                | Tema de cierre del juego para PC "Memoria"                                                            |
| 28 de octubre    | PURPLE SOFTWARE SOUND CHRONICLE                                                                | Miyuki Hashimoto                                                        | 「Natsukashiki Kioku」                                            | Tema de apertura del juego para PC "Natsu ni kanaderu Bokura no Uta"                                  |
| 28 de octubre    | PURPLE SOFTWARE SOUND CHRONICLE                                                                | Miyuki Hashimoto                                                        | 「Natsu Kagerō」                                                  | Tema de cierre del juego para PC "Natsu ni kanaderu Bokura no Uta"                                    |
| 28 de octubre    | PURPLE SOFTWARE SOUND CHRONICLE                                                                | Miyuki Hashimoto                                                        | 「Aozora no Yakusoku」                                            | Tema de cierre del juego para PC "Hatsukoi Sacrament"                                                 |
| 28 de octubre    | PURPLE SOFTWARE SOUND CHRONICLE                                                                | Miyuki Hashimoto                                                        | 「Mirai Nostalgia」                                               | Tema de apertura del juego para PC "Mirai Nostalgia"                                                  |
| 28 de octubre    | Songs from Walkure Romanze                                                                     | Miyuki Hashimoto                                                        | 「Hontō no yūki ni kawaru made」 (escrita y compuesta por Miyuki) | Tema de apertura del juego para PC "Walkure Romanze Shōjo Kishi Monogatari"                           |
| 28 de octubre    | Songs from Walkure Romanze                                                                     | Miyuki Hashimoto                                                        | 「Kibō no Hoshi ～HERO～」 (compuesta por Miyuki)                 | Tema de cierre del juego para PC "Walkure Romanze Shōjo Kishi Monogatari"                             |
| 29 de diciembre  | GWAVE 2011 1st Chronicle                                                                       | Miyuki Hashimoto                                                        | 「The Day Takeoff」                                               | Tema de apertura del juego para PC "Daiteikoku"                                                       |

#### 2012
| Lanzamiento      | Nombre del producto                                               | Cantante                                                                                        | Canción                              | Comentarios                                                             |
| ---------------- | ----------------------------------------------------------------- | ----------------------------------------------------------------------------------------------- | ------------------------------------ | ----------------------------------------------------------------------- |
| 25 de mayo       | Eiyū＊Senki Original Soundtrack                                   | Miyuki Hashimoto                                                                                | 「FATE RUNNERS (Eiyū＊Senki)」       | Tema de apertura del juego para PC "Eiyū＊Senki"                        |
| 25 de mayo       | Shiawase Kazoku-bu Dōkon tokuten Opening Maxi-signle 「Tomo Koi」 | Miyuki Hashimoto                                                                                | 「Tomo Koi」                         | Tema principal de apertura del juego para PC "Shiawase Kazoku-bu"       |
| 6 de junio       | From new world                                                    | LR harmony（Sasaki Sayaka, Miyuki Hashimoto, Faylan, Aki Misato, yozuca*, rino）                | 「From new world」                   | TYPE-MOON Fes. Kōshiki image song                                       |
| 6 de junio       | From new world                                                    | LR harmony（Sasaki Sayaka, Miyuki Hashimoto, Faylan, Aki Misato, yozuca*, rino）                | 「THIS ILLUSION -10th moon harmony」 |                                                                         |
| 28 de septiembre | Tsujidō-san Jun'ai road yoyaku tokuten「Tsujidō Song CD」         | Miyuki Hashimoto                                                                                | 「Jun'ai road☆School Days」          | Tema de apertura del juego para PC "Tsujidō-san Jun'ai road"            |
|                  | True end.                                                         | AiRI, Orihime Yozora, Sasaki Sayaka, Hiromi Saitō, Haruka Shimotsuki, Miyuki Hashimoto, yozuca* | 「True end.」                        | Tema del evento en vivo (P.C.M Live! 2012)                              |
| 21 de noviembre  | Eiyū Densetsu Sora no Kiseki Vocal Collection                     | Miyuki Hashimoto                                                                                | 「Sora no Kiseki」                   | Canción relacionada con el juego "Eiyū Densetsu Sora no Kiseki"         |
| 28 de diciembre  | Tsuki ni yori sou Otome no Sahō COMPLETE SOUNDTRACK               | Miyuki Hashimoto                                                                                | 「SHINY MOON」                       | Canción insertada en el juego para PC "Tsuki ni yori sou Otome no Sahō" |

#### 2013
| Lanzamiento     | Nombre del producto                                             | Cantante         | Canción                 | Comentarios                                                                         |
| --------------- | --------------------------------------------------------------- | ---------------- | ----------------------- | ----------------------------------------------------------------------------------- |
| 6 de febrero    | 「Muv-Luv」Series & Vocal Collection                            | Miyuki Hashimoto | 「Astraea」             |                                                                                     |
| 28 de febrero   | HAPYMAHER ORIGINAL SOUNDTRACK「Arisu no tea party」             | Miyuki Hashimoto | 「Yume no Mugen Kairō」 | Tema de apertura del juego para PC "Hapymaher"                                      |
| 22 de mayo      | Grisaia no Rakuen Soundtrack & Themes Collection                | Miyuki Hashimoto | 「BREEZE」              | Tema de cierre del juego para PC "Grisaia no Rakuen"                                |
| 20 de noviembre | Tatsunoko Production × Lantis Tribute・album                    | Miyuki Hashimoto | 「Pure Stone」          | Tema de apertura de (Akai Kodan Zillion)                                            |
| 29 de diciembre | Otome Riron to sono shūhen -Ecole de Paris- Complete Soundtrack | Miyuki Hashimoto | 「Sweet Heart Cherry」  | Canción insertada en el juego para PC "Otome Riron to sono shūhen -Ecole de Paris-" |

#### 2014
| Lanzamiento   | Nombre del producto                                                      | Cantante         | Canción                                            | Comentarios                                                                           |
| ------------- | ------------------------------------------------------------------------ | ---------------- | -------------------------------------------------- | ------------------------------------------------------------------------------------- |
| 28 de febrero | HAPYMAHER ORIGINAL SONDTRACK「ENDLESS DREAMER」                          | Miyuki Hashimoto | 「Gensō Rōkaku」                                   | Tema de apertura del juego para PC "Hapymaher Fragmentation Dream"                    |
| 25 de abril   | ARIELWAVE VOCAL COLLECTION                                               | Miyuki Hashimoto | 「MarginalLink」                                   | Tema de apertura del juego para PC "Gun Knight Girl"                                  |
| 25 de abril   | ARIELWAVE VOCAL COLLECTION                                               | Miyuki Hashimoto | 「World」                                          | Tema de cierre del juego para PC "Gun Knight Girl"                                    |
| 25 de junio   | D.C.III P.P. ～Da・Capo III Platina Partner～ Vocal Mini Album           | Miyuki Hashimoto | 「Merry? Merry? Merry!」 (compuesta por Miyuki)    | Canción insertada en el juego para PC "D.C.III P.P. ～Da・Capo III Platina Partner～" |
| 25 de julio   | Astraea no shiroki Towa shokai gintei-ban fuunyuu tokuten「ASTRAL ARIA」 | Miyuki Hashimoto | 「Kisetsu wo dakishimete 〜blooming white love〜」 | Tema de cierre del juego para PC "Astraea no shiroki Towa"                            |

#### 2015
| Lanzamiento | Nombre del producto                                  | Cantante         | Canción                       | Comentarios                                                              |
| ----------- | ---------------------------------------------------- | ---------------- | ----------------------------- | ------------------------------------------------------------------------ |
| 27 de marzo | Tsuki ni yori sou Otome no Sahō2 COMPLETE SOUNDTRACK | Miyuki Hashimoto | 「Love Slave」                | Canción insertada en el juego para PC "Tsuki ni yori sou Otome no Sahō2" |
| 24 de abril | Chrono Clock Original Soundtrack                     | Miyuki Hashimoto | 「5(go)fun mae no Koigokoro」 | Tema de apertura del juego para PC "Chrono Clock"                        |

#### 2019
| Lanzamiento | Nombre del producto  | Cantante                                                             | Canción                                          | Comentarios                                |
| ----------- | -------------------- | -------------------------------------------------------------------- | ------------------------------------------------ | ------------------------------------------ |
| 30 de enero | Circle-Lets Friends! | Miyuki Hashimoto, Sayaka Sasaki, Aki Misato, CooRie, yozuca*, Minami | 「Circle-Lets Friends!」                         | Tema de ciere del anime "CIRCLET PRINCESS" |
| 30 de enero | Circle-Lets Friends! | Miyuki Hashimoto                                                     | 「Circle-Lets Friends! -Miyuki Hashimoto Ver.-」 |                                            |